# Arthur Stenning
Arthur N. Stenning (6. Februar 1883 in London – 24. Dezember 1972 in Los Angeles, Kalifornien) war ein britischer Theater- und Filmschauspieler.

## Leben
Stenning trat zwischen 1928 und 1953 in einigen Stücken am Broadway auf. Zwischen 1935 und 1963 spielte er zudem in 17 Filmen mit, darunter in vier Werken der Sherlock-Holmes-Reihe mit Basil Rathbone, in denen er kleine – wie meist im Abspann nicht gelistete – Rollen spielte. Stenning wurde auf dem Hollywood Forever Cemetery begraben.

## Filmografie
- 1935: From Nine to Nine
- 1939: Der Henker von London (Tower of London)
- 1942: Die Stimme des Terrors (Sherlock Holmes and the Voice of Terror)
- 1943: Two Tickets to London
- 1943: Das zweite Gesicht (Flesh and Fantasy)
- 1943: Kampf in den Wolken (A Guy Named Joe)
- 1944: Das Spinnennest (Sherlock Holmes and the Spider Woman)
- 1944: The Impostor
- 1944: Secrets of Scotland Yard
- 1944: Die Perle der Borgia (The Pearl of Death)
- 1944: Enter Arsene Lupin
- 1945: Die Frau in Grün (The Woman in Green)
- 1945: Jagd im Nebel (Confidential Agent)
- 1946: Hier irrte Scotland Yard (The Verdict)
- 1949: Schicksal in Wien (The Red Danube)
- 1952: Joan of Arc (Fernsehfilm)
- 1963: Wegweiser zum Mord (Signpost to Murder)